# Lac-des-Aigles
Lac-des-Aigles är en stad (kommun av typen ville) i provinsen Québec i Kanada. Den ligger i regionen Bas-Saint-Laurent, i den östra delen av landet, 600 km nordost om huvudstaden Ottawa. Kommunen blev stad 2024 när den införlivade Saint-Guy.